# ТЭЦ-28
ТЭЦ-28 (очередь-28 ТЭЦ-21) — выведенная из эксплуатации тепловая электростанция, расположенная в Москве (промышленная зона Коровино). Входила в состав ПАО «Мосэнерго».

## История и производство
Станция была создана в 1992 году на базе опытно-промышленной магнитогазодинамической установки У-25 Института высоких температур РАН. 
Оборудование электростанции состояло из одного энергоблока с установленной электрической мощностью 25 МВт и установленной тепловой мощностью 40 Гкал/ч. Главной задачей ТЭЦ являлась отработка перспективных технологий для их последующего внедрения на других электростанциях «Мосэнерго». В числе последних разработок: запуск парогазовой установки ПГУ-60С с газовой турбиной ГТД-50С производства НПЦ газотурбостроения «Салют».. С января 2009 года входила в состав ТЭЦ-21 ОАО «Мосэнерго» в качестве «очереди-28». С 1 января 2013 года выведена из эксплуатации.